# Lijst van burgemeesters van Maastricht
Dit is een lijst van burgemeesters van de stad Maastricht vanaf circa 1350 tot heden. Tot de komst van de Fransen in 1794 had het tweeherige Maastricht een Luikse en een Brabantse burgemeester. Vanaf 1815 is Maastricht een Nederlandse gemeente in de provincie Limburg en is de burgemeester de hoogste gezagdrager binnen de gemeente.

## Het burgemeesterschap in Maastricht
| |  |  |
| Schoorsteenstukken in het Stadhuis van Maastricht met allegorische voorstellingen van de dubbele jurisdictie (Theodoor van der Schuer, 1704-1705 |  |  |

De tweeherigheid van Maastricht, ook wel dubbele jurisdictie genoemd, bracht met zich mee dat de magistraat (het stadsbestuur) samengesteld moest zijn uit evenveel bestuurders van Maastrichts-Luikse, als van Maastrichts-Brabantse geboorte (nativiteit). De inhoud van de functies en de aantallen varieerden in de loop der eeuwen, maar het aantal bestuurders met de Luikse nativiteit bleef steeds gelijk aan dat met de Brabantse. Zo waren er in de 17e en 18e eeuw behalve de twee burgemeesters (een van Luikse en een van Brabantse zijde), ook twee hoogschouten, twee stads-pensionarissen, twee peymeesters (belasting-inners) en twee secretarissen. Verder waren er tweemaal zeven schepenen en tweemaal vier gezworenen. Gezamenlijk vormden ze de Indivieze (= ongedeelde) Raad, het  volledige stadsbestuur. De magistraatsleden behoorden tot een beperkt aantal regentenfamilies, die de verschillende ambten onder elkaar verdeelden.
De eerste vermelding van burgemeesters (magistri) dateert uit 1249, maar de eerste namen worden pas een eeuw later vastgelegd. Tussen 1379 en 1428 hadden ook de Maastrichtse ambachten invloed op de burgemeesterskeuze, maar in laatstgenoemd jaar werd dat teruggedraaid. 
Tot de taken van de burgemeesters behoorde het administratieve toezicht op de levensmiddelenvoorziening, het vaststellen van de prijzen, en het beheer van en toezicht op de stadszegels en -sleutels. In het stadsbestuur waren zij het die met voorstellen kwamen en zij brachten als eerste hun stem uit. Verder hadden ze een belangrijk aandeel in de Lage rechtspraak. Tot 1567 stonden ze in geval van oorlog aan het hoofd van de burgerlijke milities. Aanvankelijk werden de burgemeesters voor één jaar aangesteld. Eind 16e eeuw ging men geleidelijk over tot een aanstelling voor twee jaar.
In 1409 werd vastgelegd dat de beëdiging der burgemeesters door de beide heren (of hun vertegenwoordigers) moest plaatsvinden op de zondag na Sint-Maarten (11 november). In 1413 verschoof die datum naar Sint-Remigiusdag (1 oktober). Vanaf 1430 nam de hertog van Bourgondië in het Maastrichtse bestel de plaats in van de hertog van Brabant, en vanaf 1482 was dat de vorst van de Habsburgse Nederlanden, zonder dat er voor de stad iets veranderde. Dat was wel het geval in 1632, toen de stad werd veroverd door Frederik-Hendrik en de protestantse Staten-Generaal van de Nederlanden in de rechten van de Brabantse hertog traden. Voortaan moesten alle ambten van Brabantse zijde, ook dat van burgemeester, door protestanten worden ingevuld. Dat die een minderheid vormden in het overwegend katholieke Maastricht, maakte geen verschil (pariteitsbeginsel). Aan Luikse zijde veranderde er in 1632 niets, dus een katholiek kon na 1632 nog steeds burgemeester van Luikse zijde worden, mits hij de Luikse nativiteit had.
De inname van Maastricht door het Franse revolutionaire leger in november 1794 en de inlijving bij Frankrijk in mei 1795, maakten een einde aan het tweeherige bestel. Na een overgangsperiode had Maastricht vanaf 1800, net als elke Franse stad, één burgemeester (maire genoemd), bijgestaan door een mede-burgemeester (adjoint). Tussen 1815 en 1821 (?) was er een college van drie of vier burgemeesters, waarvan de voornaamste 'eerste burgemeester' werd genoemd. Sinds de invoering van de Gemeentewet (1851) is de burgemeester de voorzitter van de gemeenteraad en hoofd van de politie, aangesteld door de Kroon.
Onderstaande namenlijst is voor wat betreft het gedeelte tot 1800 grotendeels gebaseerd op de lijst samengesteld door de Maastrichtse bibliothecaris, archivaris en publicist Herman Eversen (1835-1883). De lijst werd pas na zijn dood door zijn zoon Jos. Eversen gepubliceerd in De Maasgouw, december 1884-januari 1885. Zie ook: Bronnen.

## Lijst van burgemeesters per eeuw

### 14eeeuw
| Ambtsperiode | Naam burgemeester van Luikse zijde | Naam burgemeester van Brabantse zijde | Bijzonderheden                                                                     |
| ------------ | ---------------------------------- | ------------------------------------- | ---------------------------------------------------------------------------------- |
| voor 1354    | Waltelinus de Here? (Heer?)        | Waltelinus de Here?                   |                                                                                    |
| ca. 1357     | Lambertus de Kestele?              | Lambertus de Kestele?                 |                                                                                    |
| 1367 - 1368  | Winandus van Heze (Hees?)          | ?                                     |                                                                                    |
| 1368 - 1378  | o.a. Johannes de Weert?            | o.a. Johannes de Weert?               | 1378-1390: Maastricht lid van de Luikse stedenbond                                 |
| 1378 - 1379  | Goeswijn van Dilsen (Dilsen)       | Mertijn Vreries (Vrerixs?)            | 1379?: burgemeesters en gezworenen verhuizen naar huis "De Lanscroon", Grote Staat |
| 1379 - 1380  | Mertijn Vreries                    | Mathijs van Libeke (Libeek)           | 9 februari 1380: ambachten krijgen invloed op o.a. burgemeestersverkiezingen       |
| 1380 - 1381  | Johan vanden Hertte (Herten?)      | Godart van Vleitinghen (Vlijtingen)   |                                                                                    |
| 1381 - 1382  | Goeswinus de Dilsen                | Henricus de Here                      |                                                                                    |
| 1382 - 1383  | Mertijn Vrerics                    | Arnout vanden Swaen                   |                                                                                    |
| 1383 - 1384  | ?                                  | ?                                     | geen benoemingslijst beschikbaar                                                   |
| 1384 - 1385  | Arnout vanden Swaen (van Elderen?) | Mertijn Frederici                     |                                                                                    |
| 1385 - 1386  | Henricus de Here                   | Johannes de Cancro                    |                                                                                    |
| 1386 - 1387  | Johan Yserman                      | Godart van Vleytingen                 |                                                                                    |
| 1387 - 1391  | ?                                  | ?                                     | geen benoemingslijsten beschikbaar                                                 |
| 1391 - 1392  | Heinric van Riemst (Riemst)        | Godart Otte                           |                                                                                    |
| 1392 - 1393  | ?                                  | ?                                     | geen benoemingslijst beschikbaar                                                   |
| 1393 - 1394  | Heinric van Riemst                 | ?                                     |                                                                                    |
| 1394 - 1395  | Johan van der Lanternen            | Johan van Mulken (Mulken)             |                                                                                    |
| 1395 - 1396  | Johan van Heze                     | Johan Cuper                           |                                                                                    |
| 1396 - 1397  | Johan van Weert der alde           | Heinric Baveir                        |                                                                                    |
| 1397 - 1398  | Reyner van Louwen                  | Henric van Riemst                     |                                                                                    |
| 1398 - 1399  | Johannes de Weirt                  | Johannes de Mulken senior             |                                                                                    |
| 1399 - 1400  | Theodricus Antonii                 | Henricus Baveir                       |                                                                                    |

### 15eeeuw
| Ambtsperiode | Naam burgemeester van Luikse zijde                | Naam burgemeester van Brabantse zijde                     | Bijzonderheden |
| ------------ | ------------------------------------------------- | --------------------------------------------------------- | --- |
| 1400 - 1401  | Arnoldus de Blisia (Arnout van Bielsen) (Bilzen?) | Ogerus de Liechtenborch (Lichtenberg)                     | |
| 1401 - 1402  | Reynerus de Louwen                                | Henricus de Riemst                                        | |
| 1402 - 1403  | Theodricus Anthonii                               | Florentius de Vinia                                       | |
| 1403 - 1404  | Reynerus de Louwen                                | Henricus de Riemst                                        | |
| 1404 - 1405  | Anthonius Yserman                                 | Arnoldus de Here                                          | |
| 1405 - 1406  | Johannes de Weirt                                 | Henricus Baveir                                           | |
| 1406 - 1408  | Anthonius Yserman                                 | Arnoldus de Here                                          | november 1407-september 1408: Beleg door Luikenaren                                                                            |
| 1408 - 1409  | Arnoldus de Blisia                                | Henric Baveir                                             | |
| 1409 - 1410  | Theodricus Anthonii                               | Giselbertus de Geilke                                     | |
| 1410 - 1411  | Arnoldus de Blisia                                | domicellus Bertrandus de Loi[re]?                         | |
| 1411 - 1412  | Everardus de Vernenholte                          | Johannes de Gelke                                         | |
| 1412 - 1413  | Theodricus Anthonii                               | Giselbertus de Geilke                                     | |
| 1413 - 1414  | Everardus de Vernenholte                          | Johannes de Gelke                                         | |
| 1414 - 1415  | Anthonius Yserman                                 | Giselbertus de Gelke                                      | |
| 1415 - 1416  | Everardus de Vernenholte                          | Arnoldus de Here                                          | |
| 1416 - 1417  | Theodricus Anthonii                               | Johannes de Gelke                                         | |
| 1417 - 1418  | Johannes Pennen                                   | Wilhelmus de Junctis (van der Biesen)                     | |
| 1418 - 1419  | Johannes de Kestelt (Kesselt?)                    | Johannes de Geilke                                        | |
| 1419 - 1420  | Theodricus Anthonii                               | Paulus de Spauden (Spouwen?)                              | |
| 1420 - 1421  | domicellus Johannes de Kestelt                    | domicellus Lambertus de Busco (Van Bossche/Van den Bosch) | |
| 1421 - 1422  | Everardus de Vernenholte                          | Johannes de Gelke                                         | |
| 1422 - 1423  | Johannes Pennen                                   | Rogerus de Spauden                                        | |
| 1423 - 1424  | magister Theodoricus Anthoniis                    | domicellus Arnoldus de Here                               | |
| 1424 - 1425  | Anthonis Yserman                                  | Johan van Gelke                                           | |
| 1425 - 1426  | Johannes Pennen                                   | Rogerus de Spauden                                        | |
| 1426 - 1427  | Anthonius Yserman                                 | Lambertus de Busco                                        | |
| 1427 - 1428  | Theodricus Anthonii                               | Rogerus de Lyechtenborgh (Rogier Bock van Lichtenberg?)   | 11 mei 1428: "Nieuw Regiment" moet einde maken aan wanordelijk stadsbestuur                                                    |
| 1428 - 1429  | Petrus Mackart "apteker"                          | Petrus Prent van den Beelcke                              | |
| 1429 - 1430  | Gijselbertus de Montenaeken (Montenaken)          | Nicolaus de Leopardo                                      | |
| 1430 - 1431  | Godenulus de Eldris (van Elderen)                 | Arnoldus de Chivel                                        | 1430: Brabant Bourgondisch; de hertog van Bourgondië benoemt voortaan de Brabantse burgemeester                                |
| 1431 - 1432  | Theodricus Knoep                                  | Petrus Prent van den Beelck                               | |
| 1432 - 1433  | Gerardus de Tesenbeke                             | Fredericus de Reymerstock (Reijmerstok)                   | |
| 1433 - 1434  | Godenulus de Eldris                               | Arnoldus de Chievel                                       | |
| 1434 - 1435  | Johannes de Vleytingis                            | Petrus Prent van den Beelck                               | |
| 1435 - 1436  | Petrus Makart                                     | Adam de Guttekoven                                        | Makart overleed omstreeks 13 mei (de kerkelijke feestdag van Sint-Servaas) en werd vervangen door de gezworene Johannes Pennen |
| 1436 - 1437  | Godenulus de Eldris                               | Godefridus Happart                                        | |
| 1437 - 1438  | Theodericus Knoupe                                | Rogerus de Liechtenborch (zie 1427)                       | |
| 1438 - 1439  | Nicolaus Kueker (Kucker?)                         | Jacobus Happart                                           | |
| 1439 - 1440  | Cornelius de Diepenbeeke (Diepenbeek)             | domicellus Lambertus de Canne                             | |
| 1440 - 1441  | domicellus Godenolus de Eldris                    | domicellus Godefridus Happart                             | |
| 1441 - 1442  | Aert van Wange                                    | Loye Bollen                                               | |
| 1442 - 1443  | Vranck Cornken                                    | Aert Proenen der jonge                                    | |
| 1443 - 1444  | Arnoldus Proenen in Vico Pontis                   | Arnoldus van der Heyden                                   | |
| 1444 - 1445  | meister Dionijs Maekart                           | Godart Cobbe                                              | |
| 1445 - 1446  | Cornelius van Diepenbeke                          | domicellus Lambertus de Mopertinge                        | |
| 1446 - 1447  | Franck Kornkens                                   | Rogier van Lichtenborch                                   | |
| 1447 - 1448  | meyster Dionisius Maekart                         | Godaert Cobbe                                             | |
| 1448 - 1449  | domicellus Lambertus de Busco                     | Arnoldus de Biecht                                        | |
| 1449 - 1450  | domicellus Rogerus de Lichtenborch                | Gerart Hameker                                            | |
| 1450 - 1451  | Dionijs Maekart                                   | Jan Clutte                                                | |
| 1451 - 1452  | joncker Lambrecht van Mopertingen                 | Arnoult van Biecht                                        | |
| 1452 - 1453  | Arnold Proenen in die Brugge (zie 1443)           | Jan Heufts van den Biessen                                | |
| 1453 - 1454  | meister Dionijs Makart                            | Jan Clutte                                                | |
| 1454 - 1455  | Arnoult van Biecht (zie 1451 Brabants)            | Jan Driesens                                              | |
| 1455 - 1456  | Arnoldus Proenen                                  | Johannes Heuft van den Biessen                            | |
| 1456 - 1457  | meister Dionijs Maekart                           | Jan Cluet                                                 | |
| 1457 - 1458  | Arnoldus de Biecht                                | Arnoldus van der Heyden                                   | |
| 1458 - 1459  | Gerart Hameker (zie 1449 Brabants)                | Reyner Proenen                                            | |
| 1459 - 1460  | meyster Dionijs Maekart                           | joncker Lambrecht van den Bossche                         | |
| 1460 - 1461  | Arnoldus de Biecht                                | Johannes Cluet                                            | |
| 1461 - 1462  | Andreas Conynxs                                   | Johannes Dresens                                          | |
| 1462 - 1463  | Laurentius Wixs                                   | domicellus Lambertus de Busco                             | |
| 1463 - 1464  | magister Dionys Maekart                           | Johannes Heuft de Junctis                                 | |
| 1464 - 1465  | Andreas Conynx                                    | Johannes Clut                                             | |
| 1465 - 1466  | joncker van Mobertingen                           | Lens Wyx                                                  | |
| 1466 - 1467  | magister Dionisius Mackart                        | Johannes de Goeswijntoren                                 | |
| 1467 - 1468  | joncker van Mopertinge Junior                     | Jan Dresens                                               | |
| 1468 - 1469  | Arnoldus de Biecht                                | Wilhelmus van den Bosch                                   | |
| 1469 - 1470  | Meister Dionyss Maekart                           | Jan Heutz ten Goeswinstoren                               | |
| 1470 - 1471  | joncker van Mopertingen                           | Jan Oeslinger                                             | |
| 1471 - 1472  | Art van Biecht                                    | Art Lamboye                                               | |
| 1472 - 1473  | magister Dionisius Maekart                        | Christianus de Cacabo (Christiaan van den Ketel)          | |
| 1473 - 1474  | domicellus Lambertus de Mopertingen               | Johannes Cluet                                            | |
| 1474 - 1475  | Aert van Biecht                                   | Art Lamboy                                                | |
| 1475 - 1476  | magister Dionisius Maekart                        | Wilhelmus de Borne (Born?)                                | |
| 1476 - 1477  | domicellus Lambertus de Mopertingen               | domicellus Wilhelmus de Bossche                           | |
| 1477 - 1478  | Art van Biecht                                    | Art Lamboy                                                | |
| 1478 - 1479  | Art Clut                                          | Art Pronen                                                | |
| 1479 - 1480  | meyster Dyonijs Maekart                           | joncker Willem van den Bossche                            | |
| 1480 - 1481  | Art van Biecht                                    | Art Lamboy                                                | |
| 1481 - 1482  | Johan Prent (of Prynt)                            | Johan Scheijve te Lenculen                                | |
| 1482 - 1483  | joncker Lambrecht van Mopertingen                 | Johan Oeslinger                                           | |
| 1483 - 1484  | Art van Bicht (Grevenbicht?)                      | Jan Bastin                                                | |
| 1484 - 1485  | Jan Prent                                         | Art Lamboy                                                | |
| 1485 - 1486  | joncker Jan van Mulcken                           | Joncker Willem van den Bossche                            | Willem van der Marck Lumey onthoofd op het Vrijthof                                                                            |
| 1486 - 1487  | Arnt van Biecht                                   | Goerdt van Daelhem (Dalhem?)                              | |
| 1487 - 1488  | Jan Prent                                         | Willem van Born                                           | |
| 1488 - 1489  | joncker Jan van Mulcken                           | Art Lamboy                                                | |
| 1489 - 1490  | Jan Wixs                                          | Willem van den Bosche                                     | |
| 1490 - 1491  | Jan Prent                                         | joncker Gereth van Cortenbach                             | |
| 1491 - 1492  | Peter Clut                                        | Art Lamboy                                                | |
| 1492 - 1493  | Andreas van Bodtingen                             | Herman van Eyse alias Bueysdale (zie Poort van Beusdael)  | |
| 1493 - 1494  | Jan Prent                                         | Jan Conynck                                               | |
| 1494 - 1495  | Peter Clut                                        | Gieles van Reymerstock                                    | |
| 1495 - 1496  | joncker Jan van Mulken                            | Art Lamboy                                                | |
| 1496 - 1497  | Jan Prent                                         | Willem van den Bossche                                    | |
| 1497 - 1498  | Peter Clut                                        | Claes of Vrints                                           | |
| 1498 - 1499  | joncker Jan van Mulcken                           | Reyner van Mere (Mheer)                                   | |
| 1499 - 1500  | Jan Prent                                         | Art Swaelen                                               | |

### 16eeeuw
| Ambtsperiode | Naam burgemeester van Luikse zijde                                         | Naam burgemeester van Brabantse zijde        | Bijzonderheden |
| ------------ | -------------------------------------------------------------------------- | -------------------------------------------- | --- |
| 1500 - 1501  | Peter Clut                                                                 | Willem van den Bossche                       | |
| 1501 - 1502  | jhr. Jan van Mulcken (Mulken)                                              | Reyner van Mere (Mheer)                      | |
| 1502 - 1503  | Thomas van den Ketel                                                       | Jan of Doilman                               | |
| 1503 - 1504  | Paes (Pascalis) van Merssen (Meerssen)                                     | Willem van Buel (Budel?)                     | |
| 1504 - 1505  | jhr. Jan van Mulken                                                        | Reyner van Meer                              | |
| 1505 - 1506  | Thomas van den Ketel                                                       | Johan Doilman                                | |
| 1506 - 1507  | Peter Cluet                                                                | Cloes Vrintz                                 | |
| 1507 - 1508  | jhr. Jan van Mulken                                                        | Reyner van Meer                              | |
| 1508 - 1509  | jhr. Gerart van Schaluyn                                                   | Jan Doilman                                  | |
| 1509 - 1510  | Meester Dioniss Proenen                                                    | Gornelis van der Sargien                     | |
| 1510 - 1511  | jhr. Jan van Mulken                                                        | Reyner van Meer                              | |
| 1511 - 1512  | Henrick Simons                                                             | jhr. Ulrich (van) Weirst (Weerst)            | |
| 1512 - 1513  | Dionyss Proenen                                                            | Jan Doilman                                  | |
| 1513 - 1514  | Paes van Meerssen                                                          | Reyner van Meer                              | |
| 1514 - 1515  | Henrich Simons                                                             | jhr. Ulrich van Weirst                       | |
| 1515 - 1516  | Dionys Proenen                                                             | Jan Doilman                                  | |
| 1516 - 1517  | jhr. Jan van Mulcken                                                       | Reyner van Meer                              | |
| 1517 - 1518  | Henrich Simons                                                             | Kerst van Gangelt (Gangelt)                  | |
| 1518 - 1519  | Dionys Proenen                                                             | jhr. Ulrick van Weirst                       | |
| 1519 - 1520  | Meert Montz                                                                | Reyner van Meer                              | |
| 1520 - 1521  | jhr. Jan van Mulcken                                                       | Jan Doelman                                  | |
| 1521 - 1522  | Dionyss Proenen                                                            | jhr. Liebrecht van Schaluyn (Schaloen)       | |
| 1522 - 1523  | Mert Monts                                                                 | Reyner van Meer (Mheer)                      | |
| 1523 - 1524  | jhr. Jan van Mulcken                                                       | Jan Doilman                                  | Van Mulcken overleed in juli 1523 |
| 1524 - 1525  | mr. Remeyss Print                                                          | Kerst van Gangelt                            | |
| 1525 - 1526  | Meert Montz                                                                | jhr. Liebrecht van Schaluyn                  | |
| 1526 - 1527  | Jan Prent                                                                  | Johan Doilman                                | |
| 1527 - 1528  | mr. Remeyss Prent                                                          | Peler Pilloye                                | |
| 1528 - 1529  | Johan Koenen op ten Aldenhoeff (buiten de Minderbroeder- of Aldenhofpoort) | jhr. Liebrecht van Schaluyn                  | |
| 1529 - 1530  | Johennes Prent                                                             | Gerardus de Meer (Mheer)                     | 1530: Karel V bevestigt de Gouden Bul voor Maastricht |
| 1530 - 1531  | Lambrecht Zillers                                                          | Johan Doilman                                | |
| 1531 - 1532  | Thomas Nyss                                                                | Cloes van den Bruyck                         | |
| 1532 - 1533  | Johan Koenen                                                               | Willem van Borne                             | |
| 1533 - 1534  | Peter Heytenrixs                                                           | jhr. Godenoel Lamboye                        | |
| 1534 - 1535  | Thomas Nyss                                                                | Claes van den Bruyck                         | september 1534 - februari 1535: minstens 17 "ketterse" wederdopers terechtgesteld op het Vrijthof, waarvan 3 verbrand, 1 verdronken, de anderen onthoofd werden.                                            |
| 1535 - 1536  | Dionis Vrintz                                                              | Peter Frambach                               | |
| 1536 - 1537  | Lambrecht Tzillers                                                         | jhr. Johan Stael                             | |
| 1537 - 1538  | Johan Prent                                                                | jhr. Werner Strithaegen (Strijthagen)        | |
| 1538 - 1539  | mr. Remeys Prent                                                           | Peter Piloye                                 | |
| 1539 - 1540  | Thomas Nyss                                                                | jhr. Johan Stael                             | september - oktober 1539: Trichter Oploop, volksopstand, waarbij de Brabants-gezinde Luikse burgemeester Prent om het leven kwam en oud-burgemeester Frambach werd gearresteerd en in gevangenschap stierf. |
| 1540 - 1541  | Peter Heytenriks                                                           | Nicolaes van den Bruyck                      | |
| 1541 - 1542  | domicellus Goeswinus Passart (Passart?)                                    | Johanes Winantz                              | |
| 1542 - 1543  | Martinus van der Vels                                                      | domicellus Johannes Stael                    | |
| 1543 - 1544  | Petrus Heytenrixs                                                          | Wilhelmus de Castart (Caestert?)             | |
| 1544 - 1545  | Anthonis van Broemelen (Brommelen?)                                        | Johan Wynants                                | |
| 1545 - 1546  | jhr. Gerith Chaloin (Schaloen)                                             | jhr. Johan Stael                             | 1546: "Accoort", regeling tweeherigheid verfijnd |
| 1546 - 1547  | Peter Heytenrixs                                                           | Willem van Castart                           | |
| 1547 - 1548  | Henrick Symons                                                             | Johan Wynants                                | |
| 1548 - 1549  | jhr. Gerardt van Schloyn                                                   | jhr. Johan Stael                             | |
| 1549 - 1550  | Frans Monninxs                                                             | Henrick Smeets alias van Jaebeke (Jabeek)    | |
| 1550 - 1551  | Peter Heytenrixs                                                           | Johan Wynants                                | |
| 1551 - 1552  | Reyner van Herkenraye (Herkenrade)                                         | jhr. Johan Stael                             | |
| 1552 - 1553  | jhr. Gerardt van Schaluyn                                                  | Lambrecht van der Hoeven int Gruenhuyssch    | |
| 1553 - 1554  | Henrick Smeets alias Simons                                                | Jan Wynants                                  | |
| 1554 - 1555  | Pouwels Bouthen                                                            | Wilhem van Castart                           | |
| 1555 - 1556  | Frans Munchs                                                               | Gysbrecht Vrients                            | Munchs overleed in mei 1556 en werd vervangen door Johannes Mun(s)chs. |
| 1556 - 1557  | jhr. Gerardt van Schaluyn                                                  | mr. Jan Wijnants                             | |
| 1557 - 1558  | Wyllem Capuyns                                                             | Wyllem van Castart                           | |
| 1558 - 1559  | mr. Jacob van Buel                                                         | mr. Andreas van Coelmont (Colmont?)          | |
| 1559 - 1560  | mr. Johan Bals                                                             | mr. Lambrecht van der Hoven int Gruenhuys    | |
| 1560 - 1561  | jhr. Gerart van Strythaegen (Strijthagen)                                  | mr. Jan Wynants                              | Van Strythaegen vervangen door mr. Meert Dreesens. |
| 1561 - 1562  | mr. Andreis Dreis                                                          | mr. Librecht Ptilloye                        | |
| 1562 - 1563  | Johan Bals                                                                 | jhr. Johan Cluth                             | |
| 1563 - 1564  | Johannes Vrients                                                           | Wilhem van Castart                           | |
| 1564 - 1565  | mr. Jacob van Buel                                                         | mr. Reyner Thoreels                          | |
| 1565 - 1566  | Johan Bals                                                                 | Lambrecht van der Hoeven                     | |
| 1566 - 1568  | Bartholomeus Dollart                                                       | Wilhem van Castart (Caestert)                | september - november 1566: Beeldenstorm; Van Castart overleed in april 1567 en werd vervangen door jhr. (Johan?) van Merssen. Wegens de "beroertens" werd de raad in 1567 niet vernieuwd.                   |
| 1568 - 1570  | Herman Vaes                                                                | jhr. Johan Cluth                             | |
| 1570 - 1574  | mr. Wilhelm Capuyns                                                        | jhr. Johan van Merssen                       | |
| 1574 - 1575  | Claes Thys                                                                 | Lambrecht van der Hoeven                     | |
| 1575 - 1576  | jhr. Wynant van Oest (Oost-Maarland)                                       | Willem van Buel                              | Van Oest werd wegens wettige reden vervangen door mr. Johan Bals |
| 1576 - 1578  | Laurens Theelen                                                            | Lambrecht van der Hoeven                     | 1576: Spaanse Furie |
| 1578 - 1580  | Jan van Daelhem (Dalhem?)                                                  | Michael van Vlieck (Vliek)                   | 1579: Inname door Parma |
| 1580 - 1581  | Pouwels Ffall                                                              | Gerardt Cortenbach                           | Cortenbach stierf en werd vervangen door Gerard van Suetendael |
| 1581 - 1583  | Laurens Thoelen                                                            | mr. Olivier Thoreels                         | |
| 1583 - 1584  | mr. Johan Playoul                                                          | Johan Raeven                                 | |
| 1584 - 1586  | Bernardt van Aust (Oost-Maarland)                                          | Dionys van Suetendael (Zutendaal)            | |
| 1586 - 1587  | Laurens Thoelen                                                            | Frans Munix                                  | |
| 1587 - 1588  | Amicus Vrintz van Herderen                                                 | Franchois Muncx                              | |
| 1588 - 1590  | Johan Playoul                                                              | Lambrecht van der Hoeven                     | |
| 1590 - 1592  | Mathys Nullens                                                             | Laurens Meys                                 | |
| 1592 - 1593  | Jeronnymus van Hoven                                                       | Franchois Munix                              | |
| 1593 - 1595  | Aerdt int Broeck genoempt Sampson                                          | jhr. Gerard van Hulsberch, genoempt Schaloen | |
| 1595 - 1597  | Johan Sdroegen                                                             | Laurens Meys                                 | |
| 1597 - 1598  | Ardt int Broek alias Sampson                                               | Franchois Munix                              | |
| 1599 - 1600  | Johan Buetenaeken (Beutenaken)                                             | jhr. Gerard van Hulsberch, genoempt Schaloen | |

### 17eeeuw
| Ambtsperiode | Naam burgemeester van Luikse zijde | Naam burgemeester van Brabantse zijde        | Bijzonderheden |
| ------------ | ---------------------------------- | -------------------------------------------- | --- |
| 1600 - 1601  | Jan Buetenaeken                    | jhr. Gerard van Hulsberch, genoempt Schaloen | |
| 1601 - 1603  | Johan Sdroegen                     | Andries van Eyck                             | |
| 1603 - 1605  | Johan Bruwers                      | Nicolaes Caesen                              | |
| 1605 - 1607  | Laurens Grooteclaes                | Merten Maenen                                | |
| 1607 - 1608  | Tossain Wathier                    | Gillis Ruysschen                             | |
| 1608 - 1610  | Laurens Grootenclaes               | Andries van Eyck                             | |
| 1610 - 1612  | lic. Cauwenberch (Caberg?)         | Gerardt Dries                                | |
| 1612 - 1613  | Lambrecht Vrintz                   | Jan Pastoir                                  | |
| 1613 - 1615  | Jacob van Buel                     | Reyner van Raede                             | |
| 1615 - 1616  | Henrick van Suetendael             | Gillis Ruyschen                              | |
| 1616 - 1617  | lic. Nicolaes Nysmans              | Michiel Coecken                              | |
| 1617 - 1618  | Houbrecht Grauer                   | Renier van Raede                             | |
| 1618 - 1619  | Leonard Thisius                    | lic. Andries van Buel                        | |
| 1619 - 1620  | lic. Houbrecht Cruesen             | Aert Thoelen                                 | |
| 1620 - 1621  | lic. Nicolaes Nysmans              | Michael Coecken                              | |
| 1621 - 1622  | Leonardus Thisius                  | lic. Johan Dillen (Dillenius)                | |
| 1622 - 1624  | Emerick van der Heggen             | Aert Thoelen                                 | |
| 1624 - 1625  | Henrick van Suetendael             | Jan van Cauberch                             | |
| 1625 - 1627  | Emerick van der Heggen             | lic. Adam Randenraede                        | Michael Coecken in 1626? |
| 1627 - 1628  | Mathys Coenen                      | Jan van Cauberch                             | |
| 1628 - 1629  | Lambrecht Vrints                   | Arnoldt Thoelen                              | |
| 1629 - 1631  | Emerick van der Heggen             | Johan van Cauberch                           | |
| 1631 - 1632  | Henric Loyens                      | lic. Coenrard Graeven                        | |
| 1632 - 1635  | Lambrecht van Heer                 | Herman Baechusius                            | 1632: Inname door Frederik Hendrik; Staten-Generaal benoemden voortaan de Brabantse burgemeester; 1634: Beleg door De Moncada (mislukt) |
| 1635 - 1639  | lic. Peter Nysmans                 | Hendrick van Daelhem                         | 1638: 'Verraad' van Maastricht (mislukt)                                                                                                |
| 1639 - 1641  | Pouwels Buetenaeken                | Hendrick van Hilesbergen                     | |
| 1641 - 1644  | Franciscus de Grati                | Jan Pierlinck                                | Pierlinck overleed en werd op 23 maart 1643 vervangen door Henric van den Brouck                                                        |
| 1644 - 1646  | Joannes Batista de Grati           | Henric van den Brouck                        | |
| 1646 - 1648  | Andries van Stockem                | Peter de Best (of: de Bert van Beueren)      | De Best werd benoemd te 's-Hertogenbosch en op 4 januari 1647 vervangen door Herman Ernst                                               |
| 1648 - 1650  | Joannes Baptista de Grati          | Herman Ernst                                 | |
| 1651 - 1652  | Servaes van Cauwenberch            | Lambrecht Rietraet                           | |
| 1652 - 1654  | lic. Leonard Paludanus             | lic. Joannes Rusius (Johan Ruse)             | |
| 1654 - 1656  | Johan Baptista de Grati            | Rutger van Hem                               | |
| 1656 - 1658  | Servaes van Cauwenberch            | Hendrick van den Broeck                      | |
| 1658 - 1660  | lic. Petrus Conincx                | Lambert Rietraet                             | 1659: start bouw stadhuis van Maastricht                                                                                                |
| 1660 - 1662  | lic. Michael de Selis              | Henrick van den Broek                        | |
| 1662 - 1664  | lic. François Pasquier             | Lambert Rietraet                             | 1664: ingebruikname stadhuis van Maastricht                                                                                             |
| 1664 - 1666  | Hubrecht Lenaerts                  | lic. Gaspar van Hoogendorp                   | |
| 1666 - 1668  | lic. Peter Conincx                 | lic. Gaspar van Hoogendorp                   | |
| 1668 - 1670  | lic. Michael Selis                 | Marcelis Thius                               | |
| 1670 - 1674  | lic. François Pasquier             | Marcelis Thius                               | 1673: Inname door Lodewijk XIV |
| 1674 - 1678  | Henrick Bosch                      | lic. Franc de Hildernisse                    | 1676: Beleg door Willem III; 1678: vertrek van de Fransen na de Vrede van Nijmegen                                                      |
| 1678 - 1679  | Lambert Rietraet                   | Johan Ghysen                                 | beiden benoemd door de Staten-Generaal zonder inspraak van de Luikse commissarissen-deciseurs                                           |
| 1679 - 1682  | lic. Michel Selys                  | dr. Johan Ghysen                             | |
| 1682 - 1684  | lic. Joannes Emericx               | lic. Servaes van Panhuysen                   | |
| 1684 - 1686  | Joannes Olislaegers                | dr. Johan Ghysen                             | |
| 1686 - 1688  | lic. Joannes Emerix                | Servaes van Panhuysen                        | |
| 1688 - 1690  | lic. Jan Herman Vaes               | lic. Pieter Hermes                           | Vaes overleed op 13 maart 1690 en werd opgevolgd door lic. Lambert Nootstock                                                            |
| 1690 - 1692  | lic. Lambert Nootstock             | Servaes van Panhuyse                         | |
| 1692 - 1694  | lic. Johan Emerix                  | mr. Pieter Hermes                            | |
| 1694 - 1696  | lic. Willem Vaes                   | Servaes van Panhuyse                         | |
| 1696 - 1698  | lic. Johan Emerix                  | mr. Johan Willem Groulardt                   | |
| 1698 - 1700  | Johan Olislaegers                  | mr. Peter Hermes                             | |

### 18eeeuw
| Ambtsperiode | Naam burgemeester van Luikse zijde | Naam burgemeester van Brabantse zijde | Bijzonderheden |
| ------------ | ---------------------------------- | ------------------------------------- | --- |
| 1700 - 1702  | Servaes Loyens                     | Adriaen Henrick van Slijpe            | |
| 1702 - 1704  | Henrich Thisius                    | Pieter Hermes                         | |
| 1704 - 1706  | Johannes Olislaegers               | Adriaen Henrick van Slijpe            | |
| 1706 - 1708  | Guillaume van Aecken               | Pieter Hermes                         | |
| 1708 - 1710  | Johannes Olislaegers               | Adriaen Henrick van Slijpe            | |
| 1710 - 1712  | Servaes Lenarts                    | Henrick Pesters                       | |
| 1712 - 1714  | Guillaume van Aecken               | Adriaen Henrick van Slijpe            | Van Aeken tot 1715 |
| 1714 - 1716  | Servaes Loyens                     | Henrick Pesters                       | Loyens vanaf 1715 |
| 1716 - 1718  | Arnoldus Intbroeck                 | Andreas Mattheus Hesselt van Dinter   | |
| 1718 - 1720  | Leo Emerix                         | Henrick Pesters                       | |
| 1720 - 1722  | Guillaume van Aecken               | Johan Lemker                          | |
| 1722 - 1724  | Emondus Cox                        | Henrick Pesters                       | |
| 1724 - 1726  | Mathias Carolus Lenaers            | Johan Lemker                          | |
| 1726 - 1728  | Philip Kerens                      | Henrick Pesters                       | |
| 1728 - 1730  | Eustachius van der Maessen         | Andreas Mattheus Hesselt van Dinter   | |
| 1730 - 1732  | Leo Emerix                         | Henrick Pesters                       | |
| 1732 - 1734  | Guillaume de Requilé               | Godert van Slijpe                     | |
| 1734 - 1736  | Johannes Olislagers                | Henrick Pesters                       | |
| 1736 - 1738  | Jacob van Brienen                  | Godert van Slijpe                     | |
| 1738 - 1740  | Lambertus Emanuel de Loneux        | Henrick Pesters                       | |
| 1740 - 1742  | Guillaume de Requilé               | Godert van Slijpe                     | |
| 1742 - 1744  | Johannes Olislagers                | Henrick Pesters                       | |
| 1744 - 1746  | Jocobus Hamelars                   | Godert van Slijpe                     | De Loneux waarnemend voor Hamelars vanaf 1745                                                                                           |
| 1746 - 1748  | Corolus van Brienen                | Henrick Pesters                       | 1747: Slag bij Lafelt; 1748: Beleg door Maurits van Saksen; vertrek van de Fransen na de Vrede van Aken                                 |
| 1749 - 1750  | Johannes Olislagers                | Godert van Slijpe                     | |
| 1750 - 1752  | Lambertus Emanuel de Loneux        | C.R. van der Haer                     | |
| 1752 - 1754  | J. van der Maesen                  | Godert van Slijpe                     | J.H. Resnich waarnemend voor Van Slijpe vanaf jan. 1753                                                                                 |
| 1754 - 1756  | H. Joppen                          | E.W.D. Pillers                        | |
| 1756 - 1758  | Johannes Olislagers                | C.R. van der Haer                     | |
| 1758 - 1760  | Lambertus Emanuel de Loneux        | Wilhelm Brull                         | |
| 1760 - 1762  | H. Joppen                          | C.R. van der Haer                     | |
| 1762 - 1764  | Johannes Olislagers                | A.J.J. Vignon                         | |
| 1764 - 1766  | Willem Hubertus Cruts              | C.R. van der Haer                     | |
| 1766 - 1768  | J.A.J. Olislagers                  | A.J.J. Vignon                         | |
| 1768 - 1770  | H. Joppen                          | C.R. van der Haer                     | |
| 1770 - 1772  | P. Banens                          | Christiaen de Jacobi                  | |
| 1772 - 1774  | J.A.J. Olislagers                  | C.R. van der Haer                     | Jan Hubert van Slijpe waarnemend voor Van der Haer vanaf oktober 1772                                                                   |
| 1774 - 1776  | J.P.J. Munix                       | Christiaen de Jacobi                  | |
| 1776 - 1778  | P. Banens                          | J. van Schulenburg                    | |
| 1778 - 1780  | Willem Hubertus Cruts              | Christiaen de Jacobi                  | Kerens waarnemend voor Cruts vanaf maart 1780                                                                                           |
| 1780 - 1782  | H.M. Vliex                         | J. van Schulenburg                    | |
| 1782 - 1784  | J.A.J. Olislagers                  | Christiaen de Jacobi                  | |
| 1784 - 1786  | P. Banens                          | Walter Daniel Vignon                  | |
| 1786 - 1788  | P.J. Kerens                        | Christiaen de Jacobi                  | |
| 1788 - 1790  | André Charles Membrede             | Alexandre Quirin Collard              | |
| 1790 - 1792  | Jean Arnould Servais Munix         | Christiaen de Jacobi                  | |
| 1792 - 1794  | H. Joppen de Beegden               | Alexandre Quirin Collard              | 1793: Beleg door De Miranda; 4 november 1794: Inname door Kléber                                                                        |
| 1795 - 1800  |                                    |                                       | 22 augustus 1795: Franse grondwet; instelling van conseil municipal (gemeenteraad) met aan het hoofd een agent municipal en een adjoint |

### 19eeeuw
| Ambtsperiode | Naam burgemeester        | Partij of stroming | Bijzonderheden |
| ------------ | ------------------------ | ------------------ | --- |
| 1800 - 1801  | Emanuel Joseph Lefebvre  |                    | 17 februari 1800: Loi du 28 Pluviôse an VIII; eerste consul benoemt maire |
| 1801 - 1808  | Pierre Étienne Monachon  |                    | Van 1801-1803 was Willem Hendrik van Panhuys mede-burgemeester (adjoint) |
| 1808 - 1815  | Christiaan Coenegracht   |                    | Van 1808-1811 was Pierre Étienne Monachon mede-burgemeester (adjoint) |
| 1815 - 1818  | André Charles Membrede   |                    | Membrede 1e burgemeester. Théodore Joseph de Billehé de Valensart, Jan Godart van Slijpe en Ephraim Daniel Pichot mede-burgemeesters |
| 1818 - 1835  | Jan Godart van Slijpe    |                    | Van Slijpe 1e burgemeester. Ephraim Daniel Pichot en Jean-François Hennequin mede-burgemeester van 1819-1821. Gedwongen aftreden vanwege schutterijkwestie. Hennequin in 1830 door het Belgisch Voorlopig Bewind opnieuw benoemd, maar door de Blokkade van Maastricht kon hij zijn positie niet innemen. |
| 1835 - 1850  | Hendrik Nierstrasz       |                    | |
| 1851 - 1855  | Jacques Pascal Wijnandts |                    | |
| 1855 - 1860  | Hieronymus van Aken      |                    | |
| 1861 - 1867  | Willem Hubert Pijls      |                    | Pijls zou met een ambtstermijn van 33 jaar de langstzittende burgemeester van Maastricht worden |
| 1867 - 1873  | Hendrik Raat             |                    | |
| 1873 - 1900  | Willem Hubert Pijls      |                    | |

### 20eeeuw
| Ambtsperiode | Naam burgemeester                        | Partij of stroming | Bijzonderheden |
| ------------ | ---------------------------------------- | ------------------ | --- |
| 1900 - 1910  | Petrus Bauduin                           |                    | |
| 1910 - 1937  | Leopold van Oppen                        |                    | 4 augustus 1914: begin Eerste Wereldoorlog; Maastricht overspoeld door vluchtelingen                                                                   |
| 1937 - 1941  | jhr. mr. Willem Michiels van Kessenich   | KVP                | 10 mei 1940: Maastricht bezet door Duitse troepen; 15 oktober 1941: Michiels van Kessenich neemt ontslag                                               |
| 1941 - 1943  | Louis Peeters                            | NSB                | tevens waarnemend burgemeester van Heer, september t/m december 1942                                                                                   |
| 1943 - 1943  | Theodorus Adrianus Antonius Maria Copray | neutraal           | waarnemend voor Peeters, die naar het oostfront was vertrokken, februari 1943 t/m 1 juli 1943                                                          |
| 1943 - 1944  | Louis Peeters                            | NSB                | 2 juli 1943 t/m 23 januari 1944 |
| 1944 - 1944  | A.C. de Leij                             | NSB                | waarnemend, 24 januari 1944 t/m 6 september 1944 |
| 1944 - 1944  | A.E. Kersten                             |                    | waarnemend, 7 t/m 14 september 1944 |
| 1944 - 1967  | mr. Willem baron Michiels van Kessenich  | KVP                | 14 september 1944: Bevrijding van Maastricht; Michiels van Kessenich opnieuw geïnstalleerd; inmiddels was hij na de dood van zijn vader baron geworden |
| 1967 - 1985  | Fons Baeten                              | KVP / CDA          | 1 juli 1970: annexatie gemeenten Heer, Amby, Borgharen en Itteren (met delen van Meerssen, Bemelen en Gronsveld)                                       |
| 1985 - 2002  | mr. Philip Houben                        | CDA                | 7 februari 1992: Verdrag van Maastricht ondertekend |

### 21eeeuw
| Ambtsperiode | Naam burgemeester        | Partij of stroming | Bijzonderheden                  |
| ------------ | ------------------------ | ------------------ | ------------------------------- |
| 2002 - 2010  | Gerd Leers               | CDA                | afgetreden onder politieke druk |
| 2010 - 2010  | Jan Mans                 | PvdA               | waarnemend                      |
| 2010 - 2015  | Onno Hoes                | VVD                | afgetreden onder politieke druk |
| 2015 - 2023  | Annemarie Penn-te Strake | partijloos         |                                 |
| 2023 - heden | Wim Hillenaar            | CDA                |                                 |